# Мью, Шарлотта
Шарлотта Мью (англ. Charlotte Mew; 15 ноября 1869 — 24 марта 1928) — английская поэтесса, писавшая на стыке викторианской поэзии и модернизма.

## Биография
Шарлотта Мью родилась в лондонском районе Блумсбери, в семье архитектора Фредерика Мью, спроектировавшего здание городского совета в Хампстеде. Отец Шарлотты умер в 1898 году,  не оставив стабильного дохода своей семье: двое его отпрысков страдали психическими заболеваниями и были помещены в специализированные учреждения, трое других умерли в раннем возрасте. После его смерти остались вдова, Шарлотта и её сестра Анна. Сёстры заключили соглашение никогда не выходить замуж, в большей степени из страха передать потомкам психические заболевания.

### Творчество
В 1894 году Мью удалось включить свой рассказ в сборник «The Yellow Book», в этот период она практически не писала стихов. Её первый поэтический сборник «Невеста фермера» (англ. The Farmer's Bride) был опубликован в 1916 году издательством Poetry Bookshop; в с США вышел под названием «Субботняя ярмарка» (англ. Saturday Market) в 1921 году. Сборник принес ей популярность и признание, в частности британского коллекционера и музейного куратора Сидни Кокрелла (Sydney Cockerell).
Поэтический талант Мью был разносторонним. Некоторые её поэмы, как например «Мэделин в храме» (англ. Madeleine in Church), представляют собой страстные размышления на тему веры в Бога, иные были прото-модернистскими по форме и атмосфере ('In Nunhead Cemetery').
Мью заручилась поддержкой нескольких значительных литераторов, в частности её поддерживали Томас Харди, который называл Шарлотту лучшей поэтессой её времени, Вирджиния Вульф, которая отозвалась о ней, как об «очень хорошей и ни на кого не похожей», а также Зигфрид Сассун. При содействии Кокрелла, Харди, Джона Мэйсфилда и Уолтера де ла Мара, Мью удалось получить небольшую социальную пенсию из Цивильного листа, которая помогла поправить весьма стеснённые финансовые обстоятельства поэтессы.

### Смерть
После смерти сестры Анны, Шарлотта впала в тяжелую депрессию и была помещена в психиатрическую больницу, где она совершила самоубийство, выпив лизол. Она похоронена на кладбище в Хампстеде.